# Dominick Argento
Dominick Argento (Pensilvânia, 27 de outubro de 1927 — Minneapolis, 20 de fevereiro de 2019) foi um compositor norte-americano de música lírica de ópera e coral. Em 1974, venceu o Prêmio Pulitzer de Música.